# 歴史は眠らない
『歴史は眠らない』（れきしはねむらない）は、NHK教育テレビジョンとNHKワールド・プレミアムで2010年3月30日から2011年3月22日まで放映された教養番組である。

## 概要
2009年度まで放送された『知るを楽しむ（知る楽）』の各曜日が、2010年度からそれぞれ独立した番組となった。火曜日はシリーズタイトルを引き継ぎ、毎月の語り手が、歴史の中でのあらゆる事象をさまざまな方向から捉えていくという内容である。デジタル（ステレオ2）、アナログとも解説放送が行われる。NHK出版よりテキスト『知楽遊学シリーズ 歴史は眠らない』（隔月刊）が発行された。

## 放送日時
NHK教育
- 初回放送：火曜日 22:25 - 22:50
- 再放送：翌週火曜日 5:35 - 6:00
デジタル教育3で翌週火曜日 15:25 - 15:50に放送あり。

NHKワールド・プレミアム
- 日曜日 10:35 - 11:00（JST）

## 放送内容
- 2010年
  - 4月度「サクラと日本人」（語り手・C・W・ニコル）
  - 5月度「ニッポン公共事業物語」（語り手・堺屋太一）
  - 6月度「智慧の結晶 お経巡礼」（語り手・ひろさちや）（※『知る楽』「歴史は眠らない」2009年6月度の再放送）
  - 7月度「沖縄・日本 400年」[1]（語り手・小森陽一）
  - 8月度「婚活白書」（語り手・倉田真由美）
  - 9月度「柔の道」（語り手・玉木正之）
  - 10月度「日本人の健康」（語り手・齋藤孝（明治大学教授））
  - 11月度「ニッポン 母の肖像」（語り手・香山リカ）
  - 12月度「沖縄・日本 400年」（語り手・小森陽一）（※第1回・第2回は2010年7月度の再放送、第3回・第4回は初放送）
- 2011年
  - 1月度「地震列島・日本の教訓」（語り手・室﨑益輝（関西学院大学教授））
  - 2月度「英語・愛憎の二百年」（語り手・鳥飼玖美子（立教大学教授））
  - 3月度「海がつないだニッポン」（語り手・村井章介（東京大学教授））